# Attalea cohune
El corozo (Attalea cohune) es una palmera que se encuentra dentro de la familia Arecaceae.

## Clasificación y descripción
Palma de 3 a 15 m de altura, con tallos solitarios,  de 30 a 50 cm de diámetro, sin espinas. Hojas compuestas, alternas pero agrupadas al final de los tallos, de 10–15 m de largo, recurvadas apicalmente, pinnas hasta 200 pares, enteras. Inflorescencias panículas solitarias, péndulas, de 1 a 1. 5 m de largo, con muchas flores amarillas, diminutas, bráctea peduncular 190 -250 x 20 - 60 cm, fusiforme. Frutos de 6 x 4,5 cm, ovoides, de color óxido y/o café verdoso al madurar, con una sola semilla.

## Distribución
Desde México, Centroamérica, hasta Colombia. En México se distribuye en los estados de, Sinaloa, Nayarit, Colima, Guerrero, Michoacán, Jalisco, Oaxaca y Chiapas, Tabasco, Campeche y Quintana Roo.

## Ambiente
Estos palmares, se desarrollan en general en suelos arenosos, cercanos a la costa donde el agua freática está a su alcance. Esta especie, forma parte de los palmares más típicos de la zona tropical de México. Crece en bosque húmedo tropical; es común en terrenos de colina, en bosques residuales y como individuos aislados en medio de potreros.

## Usos
Produce un fruto (coco), llamado Corozo, el cual al ser pelado presenta una pulpa amarilla comestible. De este fruto (su semilla, el coquito propiamente tal) igualmente es utilizado para obtener aceite de coco, y para preparaciones de alimentos típicos.

## Estado de conservación
Esta especie en México ha sido desplazada, en la vertiente del pacífico por la palmera de coco (Cocus nucífera), puesto que es más atractiva económicamente para los pobladores. En México se encuentra como Sujeta a Protección Especial en la Norma Oficial Mexicana (NOM059). No está considerada en la lista roja de la IUCN (International Union for Conservation of Nature). Ni en CITES (Convención sobre el Comercio Internacional de Especies Amenazadas de Fauna y Flora Silvestres). 
En Colombia, un estudio reciente la considera una especie en peligro, ya que ha sido severamente dañada por la apertura de potreros para ganadería y en donde los individuos que sobreviven no son capaces de regenerarse.